# Онопко Віктор Савелійович
Віктор Савелійович Онопко (рос. Виктор Савельевич Онопко, нар. 14 жовтня 1969, Луганськ) — колишній російський футболіст, захисник та фланговий півзахисник. Має молодшого брата Сергія, який також був футболістом.
Насамперед відомий виступами за «Спартак» (Москва) та «Реал Ов'єдо», а також національну збірну Росії.

## Клубна кар'єра
Народився 14 жовтня 1969 року в Луганську. Вихованець юнацьких клубів «Стахановець» та «Шахтар» (Донецьк).
1989 року проходив «армійську службу» в дублі «Динамо» (Київ). За основну команду не грав.
Протягом 1990—1991 років захищав кольори донецького «Шахтаря».
Своєю грою за «гірняків» привернув увагу представників тренерського штабу «Спартака» (Москва), до складу якого приєднався 1992 року. Відіграв за московських спартаківців наступні три сезони своєї ігрової кар'єри, дуже швидко ставши капітаном команди.
1995 року уклав контракт з клубом «Реал Ов'єдо», у складі якого провів наступні сім років своєї кар'єри гравця. Більшість часу, проведеного у складі «Реала Ов'єдо», був основним гравцем команди.
Сезон 2002–03 провів у складі «Райо Вальєкано», після чого повернувся до Росії і півроку виступав у «Аланії»
До складу клубу «Сатурн» (Раменське) приєднався на початку 2004 року і захищав його кольори протягом двох сезонів, провівши 51 матч в національному чемпіонаті.
Після завершення сезону 2005 року завершив футбольну кар'єру.

## Виступи за збірну
1992 виступав за збірну СНД, у складі якої взяв участь у чемпіонаті Європи 1992 року у Швеції. Після створення окремих збірних в усіх республіках, Онопко прийняв пропозицію Федерації футболу Росії приєднатися до збірної цієї країни, до збірної України його не запрошували .
1993 року дебютував в офіційних матчах у складі національної збірної Росії. Всього за дванадцять років провів у формі головної команди РФ 109 матчів, забивши 7 голів.
У складі збірної РФ був учасником чемпіонату світу 1994 року у США, чемпіонату Європи 1996 року в Англії, чемпіонату світу 2002 року в Японії і Південній Кореї.

## Статистика виступів

### Клубна
| Клуб              | Сезон             | Чемпіонат | Чемпіонат | Кубок | Кубок | Єврокубки | Єврокубки | Всього | Всього |
| Клуб              | Сезон             | Ігри      | Голи      | Ігри  | Голи  | Ігри      | Голи      | Ігри   | Голи   |
| ----------------- | ----------------- | --------- | --------- | ----- | ----- | --------- | --------- | ------ | ------ |
| «Стахановець»     | 1986              | 4         | 0         | -     | -     | -         | -         | 4      | 0      |
| «Шахтар»          | 1988              | 3         | 0         | 1     | 0     | -         | -         | 4      | 0      |
| «Шахтар»          | 1990              | 21        | 0         | 3     | 1     | -         | -         | 24     | 1      |
| «Шахтар»          | 1991              | 24        | 1         | 1     | 0     | -         | -         | 25     | 1      |
| «Спартак»         | 1992              | 23        | 6         | 2     | 1     | 7         | 1         | 32     | 8      |
| «Спартак»         | 1993              | 30        | 9         | 4     | 0     | 9         | 4         | 43     | 13     |
| «Спартак»         | 1994              | 26        | 2         | 3     | 0     | 5         | 0         | 34     | 2      |
| «Спартак»         | 1995              | 29        | 6         | 1     | 0     | 6         | 0         | 36     | 6      |
| «Реал Ов'єдо»     | 1995-96           | 19        | 1         | -     | -     | -         | -         | 19     | 1      |
| «Реал Ов'єдо»     | 1996-97           | 37        | 0         | 1     | 0     | -         | -         | 38     | 0      |
| «Реал Ов'єдо»     | 1997-98           | 32        | 0         | -     | -     | -         | -         | 32     | 0      |
| «Реал Ов'єдо»     | 1998-99           | 33        | 0         | 2     | 0     | -         | -         | 35     | 0      |
| «Реал Ов'єдо»     | 1999-00           | 31        | 2         | 1     | 0     | -         | -         | 32     | 2      |
| «Реал Ов'єдо»     | 2000-01           | 35        | 3         | 1     | 0     | -         | -         | 36     | 3      |
| «Реал Ов'єдо»     | 2001-02           | 30        | 1         | -     | -     | -         | -         | 30     | 1      |
| «Райо Вальєкано»  | 2002-03           | 28        | 1         | 1     | 0     | -         | -         | 29     | 1      |
| «Аланія»          | 2003              | 7         | 0         | 1     | 0     | -         | -         | 8      | 0      |
| «Сатурн»          | 2004              | 26        | 1         | 5     | 0     | -         | -         | 31     | 1      |
| «Сатурн»          | 2005              | 25        | 0         | 2     | 0     | -         | -         | 27     | 0      |
| Всього за кар'єру | Всього за кар'єру | 459       | 33        | 29    | 2     | 27        | 5         | 515    | 40     |

## Титули і досягнення
- Чемпіон Росії (3):

«Спартак» (Москва): 1992, 1993, 1994
- Володар Кубка СРСР (1):

«Спартак» (Москва): 1992
- Володар Кубка Росії (1):

«Спартак» (Москва): 1994
- Футболіст року в Росії: 1992, 1993